# Emma Andersson
Emma Andersson (15 juni 1986) is een Zweeds langebaansschaatsster. 
Op 17 januari 2010 nam Andersson voor het laatst deel aan een officiële schaatswedstrijd.

## Resultaten
In 2004 nam Andersson deel aan de Wereldkampioenschappen schaatsen junioren 2004, waar ze zich niet plaatste voor de finale 3000m.
In 2008 was zij tweede op de Zweedse kampioenschappen schaatsen allround.
In 2009 nam ze deel aan de Europese kampioenschappen schaatsen 2009, waar ze 24e werd. 

## Records

### Persoonlijke records[2]
| Afstand    | Tijd    | Datum            | Baan     |
| ---------- | ------- | ---------------- | -------- |
| 500 meter  | 41,13   | 15 maart 2008    | Calgary  |
| 1000 meter | 1.20,80 | 19 maart 2009    | Calgary  |
| 1500 meter | 2.03,49 | 21 november 2008 | Calgary  |
| 3000 meter | 4.27,91 | 31 maart 2008    | Calgary  |
| 5000 meter | 8.27,96 | 30 december 2007 | Göteborg |